# وقفه تنفسی در خواب
وقفهٔ تنفسی در خواب یا آپنه خواب (به انگلیسی: Sleep apnea) یک اختلال خواب است که باعث توقف یا کاهش تنفس برای مدتی کوتاه (اما با تعداد دفعات زیاد) در طول خواب می‌شود. هر توقف می‌تواند حدود چندین ثانیه طول کشیده و معمولاً تعداد زیادی توقف در یک شب اتفاق می‌افتد (ده‌ها یا حتی صدها بار). هر کدام از این دوره‌ها یک «آپنه» نامیده می‌شود. اکثر این دوره‌ها با صدای خرخر بلند همراه است که در بعضی موارد با صدا و احساس خفگی همراه می‌شود که در آن فرد ناگهان با حالت خفگی از خواب بیدار می‌شود.
با وجودی که در بسیاری از آپنه‌ها فرد مبتلا متوجه تنگی یا توقف تنفس خود در طول شب نمی‌شود، این دوره‌ها معمولاً باعث کاهش قابل توجه کیفیت خواب او می‌شود. در نتیجه با وجود خواب طولانی، فرد مبتلا ممکن است در طول روز احساس خستگی بیش از حد کند و کمتر به حالت آماده باش قرار گیرد. این می‌تواند منجر به حوادث غیرقابل جبران در طول روز مانند تصادفات رانندگی شود. تحقیقات نشان می‌دهد افراد مبتلا به آپنه خواب درمان نشده، تا هفت برابر بیشتر از افراد عادی در معرض تصادفات وسایل نقلیه موتوری هستند.
به دلیل اهمیت خواب در سلامتی فرد و همچنین استرس ناشی از بیداری‌های مکرر به دلیل حس خفگی در طول شب، آپنه خواب درمان نشده می‌تواند در دراز مدت به نتایج جدی مانند سکته، حمله قلبی، دیابت نوع دوم، فشار خون بالا، چاقی، ضعف حافظه و افسردگی منجر شود.
وقفهٔ تنفسی در خواب به طولانی یا نامنظم شدن فاصله زمانی دم و بازدم گفته می‌شود.
این ناهنجاری به خصوص در سالمندان و افراد چاق سبب بروز اختلال جدی در خوابیدن می‌شود.
آپنه خواب عبارت است از وقفه تنفسی بیش از ۱۰ ثانیه در خواب. ضمن اینکه آپنه به سه نوع متفاوت تقسیم‌بندی شده‌است: آپنه می‌تواند انسدادی باشد یعنی در اثر انسداد در راه‌های هوایی فوقانی به‌وجود آید، می‌تواند مرکزی بوده یعنی به علت مشکلات مغزی ایجاد شود و همچنین می‌تواند مختلط باشد (ترکیبی از هر دو مورد).

## انواع آپنه خواب
1. آپنه خواب انسدادی که راه هوایی در بینی و حلق را تا حدی یا به‌طور کامل مسدود می‌کند، این مشکل می‌تواند ناشی از لوزه‌های بزرگ، زبان بزرگ یا بافت بیش از حد در راه تنفسی مسدود شده باشد. بافت اضافی در راه تنفسی در افرادی که اضافه وزن دارند بیشتر شایع است. هنگامی که عضلات تنفسی در هنگام خواب استراحت می‌کنند، این بافت اضافی می‌تواند راه‌های هوایی را مسدود کند.
2. آپنه خواب مرکزی که زمانی رخ می‌دهد که ساقه مغز، در ناحیه‌ای از مغز که تنفس را کنترل می‌کند (بصل النخاع و پل مغزی)، آسیب دیده‌است. ساقه مغز ممکن است به علت یک عفونت یا سکته مغزی آسیب دیده باشد.

## نشانه‌ها
علائم آپنه انسدادی خواب شامل خواب آلودگی بیش از حد در طول ساعات بیداری است
همچنین خروپف با صدای بلند علامت دیگری از آن است، و شریک بستر شما ممکن است برای اولین بار متوجه این مشکل شود
سردرد در صبح و خشکی دهان نیز می‌تواند یکی از علائم باشد
چاقی نیز در افراد مبتلا به آپنه خواب رایج است، اما همه این افراد مبتلا به آپنه خواب، اضافه وزن ندارند.
سرجمع و به‌طور خلاصه خشکی دهان و گلو هنگام برخاستن از خواب، خستگی و خواب آلودگی در طی روز، سردرد هنگام برخاستن از خواب، تغییر در خلق، کاهش میل جنسی، اشکال در تمرکز و یادگیری، تحریک پذیری، کاهش توان یادگیری، تغییر شخصیت، احساس خستگی و افسردگی در طی روز، خرخر با صدای بلند، خواب شبانه‌ای که باعث تجدید قوا نشود، سوزش سر دل، تعریق شدید هنگام خواب، تکرار ادرار در شب، افزایش سریع وزن و بی خوابی از علایم آن است.

### پیش آگاهی
اغلب افراد مبتلا به آپنه انسدادی خواب بدون مشکل می‌توانند به خواب روند.

## تشخیص
انجام یک معاینه فیزیکی برای تشخیص آپنه خواب لازم است، پزشک شما برای تشخیص داخل دهان و گلو شما را بازدید می‌کند.
خروپف یا احساس بیش از حد خواب آلودگی در طول روز.
مطالعه خواب برای تأیید تشخیص نیاز است؛ مطالعات خواب باید به‌طور سنتی در یک مرکز خواب در شب انجام گیرد، اما با این حال، تحقیقات اخیر نشان می‌دهد که برای تشخیص و مطالعات خواب گاهی وقت‌ها در خانه نیز با استفاده از بعضی تجهیزات انجام پذیر است.
در مراکز خواب، سنسورهایی بر روی انگشت، پوست سر و قفسه سینه قرار می‌گیرد که هر کدام از آن‌ها وظایفی به عهده دارند که به شرح زیر است:
حسگرهایی که بر روی پوست سر قرار می‌گیرد امواج مغزی را برای اندازه‌گیری اینکه چه مدت طول می‌کشد تا بیمار به خواب رود، و چه مدت طول می‌کشد تا وارد مراحل مختلف خواب شود و اغلب چگونه در طول شب از خواب بیدار می‌شود را شناسایی می‌کند.
حسگری که در انگشت قرار می‌گیرد سطح اکسیژن در خون را اندازه‌گیری می‌کند.
حسگرهایی که بر روی قفسه سینه قرار گرفته، نرخ ضربان قلب و تنفس ثبت می‌کند، و همچنین اینکه چگونه باعث قطع تنفس در بیمار می‌شود را بررسی می‌کند.
همچنین حسگری که در داخل سوراخ‌های بینی قرار می‌گیرد فقط برای اندازه‌گیری جریان هوا است.

## عوارض
پر فشاری خون، سکته مغزی، نارسایی و حمله قلبی، بی‌نظمی ضربان قلب، ناتوانی جنسی، کاهش کارایی و بازدهی فرد در امور تحصیلی و شغلی، افزایش ریسک ابتلاء به دیابت تیپ دو، افزایش بروز اختلال بیش فعالی و کم‌توجهی در کودکان، کاهش کیفیت خواب فرد و احساس خستگی و خواب آلودگی شدید در طی روز، کاهش سطح اکسیژن خون که منجر به فعالیت بیشتر قلب و افزایش فشار خون و همچنین بزرگ شدن قلب می‌شود.

## پیشگیری
- شما می‌توانید با حفظ وزن مناسب به پیشگیری از آپنه انسدادی خواب برآیید.
- برای کاهش علائم آپنه خواب، از مصرف الکل و آرام بخش‌ها اجتناب کنید.[نیازمند منبع]

### روش‌های ساده برای کاهش وقفه تنفسی
چند راهکار ساده برای اینکه وقفهٔ تنفسی را کاهش دهید:
- حتماً به پهلو بخوابید.
- وقتی در جای خواب خود قرار گرفتید دقیقاً قبل از به خواب رفتن چندبار آب دهان خود را فرو ببرید (قورت دهید) آب دهان موقع خواب در بعضی افراد در پشت حنجره جمع و مانع تنفس می‌گردد.
- ستون فقرات خود را از اولین مهره گردن تا انتهای کمر (درست قبل از مهره‌های دنبالچه) در یک خط مستقیم قرار دهید. انحنای ستون فقرات مخصوصاً مهره‌های گردن باعث باریکتر شدن مجرای تنفس شده و اثر عوامل دیگر را در وقفهٔ تنفسی تشدید می‌کند.

### راهکار
تغییر در شیوه زندگی، کاهش وزن و بهبود عادات غذایی، عدم مصرف آرام بخش، قرص‌های خواب‌آور و آنتی‌هیستامین‌ها قبل از خواب، عدم مصرف مشروبات الکلی و غذاهای سنگین چهار ساعت قبل از خواب، تنظیم الگوی خواب منظم و سعی شود در هنگام خواب پهلو بخوابید، در هنگام خواب از بالش استفاده نکنید، فعالیت بدنی داشته باشید و ورزش کنید، در منزل از دستگاه‌های مرطوب‌کننده و تصفیه هوا استفاده کنید، از مصرف شیر، کره، پنیر و خامه حداقل دو ساعت قبل از خواب اجتناب کنید، هنگام خواب دقت کنید بدن شما در یک راستا باشد، با دهان نفس نکشید زیرا تنفس دهانی موجب خشک شدن مخاط دهان و گلو و تشدید خرخر می‌شود و در نهایت اینکه از مصرف سیگار اجتناب کنید زیرا دود سیگار موجب تورم راه‌های هوایی خواهد شد.
در ضمن باید توجه داشت که وقفه تنفسی حین خواب یک حالت تهدیدکننده حیات بوده و بایستی فوراً درمان گردد.

### درمان
برای درمان آپنه انسدادی خواب، بسیاری از مردم با استفاده از دستگاه کمک تنفسی سی پپ (CPAP) برای مدیریت و درمان اختلال تنفسی روزمره خود استفاده می‌کنند، این دستگاه اجازه می‌دهد تا بیمار به آسانی تنفس کند. در مواردی که مشکلات جدی قلب علت وقوع آپنه خواب باشند ممکن است دستگاه بای پپ (BiPAP) به بیمار توصیه شود. برتری آن نسبت به سی پپ از این لحاظ است که خود را با ریتم تنفسی بیمار تنظیم کرده و به حداقل تلاش تنفسی بیمار در خواب نیز پاسخ می‌دهد. بعضی از انواع بای پپ دارای چندین مد تنفسی هستند.
- کاهش وزن ممکن است در برخی موارد مفید باشد؛ راه‌های دیگر درمان، عمل جراحی (به عنوان مثال برای برداشتن بافت اضافی در پشت گلو) ممکن است کمک کند.
- هنگامی که شما به خواب می‌روید، باید تمام عضلات را شل کنید از جمله عضلاتی که فک را به جلو هدایت می‌کند.
- برای آپنه خواب مرکزی، درمان اختلالات عصبی یا قلبی عروقی زمینه‌ساز ممکن است باعث از بین رفتن آپنه خواب شود، همچنین سی پپ یا بای پپ نیز ممکن است مفید باشند.

در صورتی که هر یک از شرایط زیر برای شما رخ دهد، با پزشک خود تماس گرفته و او را در جریان قرار دهید:
1. در طول ساعات بیداری، بیش از حد خواب آلود هستید
2. خروپف زیادی
3. شریک بستر شما متوجه است که تنفس شما گاهی وقت‌ها وقتی که در خواب هستید متوقف می‌شود.

### مدت زمان درمان
اینکه چه مدت طول خواهد کشید که آپنه خواب به‌طور کامل درمان شود به نحوه درمان آن بستگی دارد.
به‌طور کلی، آپنه خواب یک اختلال مزمن است، به این معنا که ممکن است تا پایان عمر با شما همراه باشد. برای افراد مبتلا به آپنه خواب مرکزی، مدت طول کشیدن این مشکل بستگی به درمان مشکلات زمینه‌ای همچون اختلالات عصبی یا قلبی عروقی دارد.